# Rundholmen (Bjørnafjorden)
Ne doit pas être confondu avec Rundholmen.
Rundholmen est une île norvégienne du comté de Hordaland appartenant administrativement à Os.

## Description
Rocheuse et désertique, elle s'étend sur environ 91 m de longueur pour une largeur approximative de 59 m.